# یوسف یوسفی
یوسف یوسفی (عربی: يوسف اليوسفي؛ زادهٔ ۲ اکتبر ۱۹۴۱) یک سیاست‌مدار اهل الجزایر است.